# Мандаети
Мандаети (груз. მანდაეთი) — село в Грузии, на территории Чиатурского муниципалитета края (мхаре) Имеретия.

## География
Село находится на западе центральной части Грузии, в долине реки Думала, на расстоянии приблизительно 11 километров (по прямой) к югу от города Чиатура, административного центра муниципалитета. Абсолютная высота — 751 метр над уровнем моря.

## Население
По результатам официальной переписи населения 2014 года, в Мандаети проживало 818 человек (420 мужчин и 398 женщин). В национальной структуре населения грузины составляли 99,6 %, русские — 0,25 %, башкиры — 0,15 %.
| Год  | Население, человек |
| ---- | ------------------ |
| 2002 | 1513               |
| 2014 | ↘ 818              |